# Agrias inornatrix
Agrias inornatrix är en fjärilsart som beskrevs av Percy I. Lathy 1924. Agrias inornatrix ingår i släktet Agrias och familjen praktfjärilar. Inga underarter finns listade i Catalogue of Life.